# Rudolf Bodmer
Rudolf Bodmer (* 2. Juli 1805 in Stäfa; † 6. September 1841 in Zürich) war ein Schweizer Maler, Zeichner und Radierer.
Er ist ein Bruder des bekannten Malers, Zeichners, Lithographen und Radierers Karl Bodmer, der besonders als „Indianermaler“ durch seine im Auftrag des Prinzen Maximilian zu Wied-Neuwied ausgeführten Arbeiten über die Ureinwohner Nordamerikas weltberühmt wurde.

## Leben

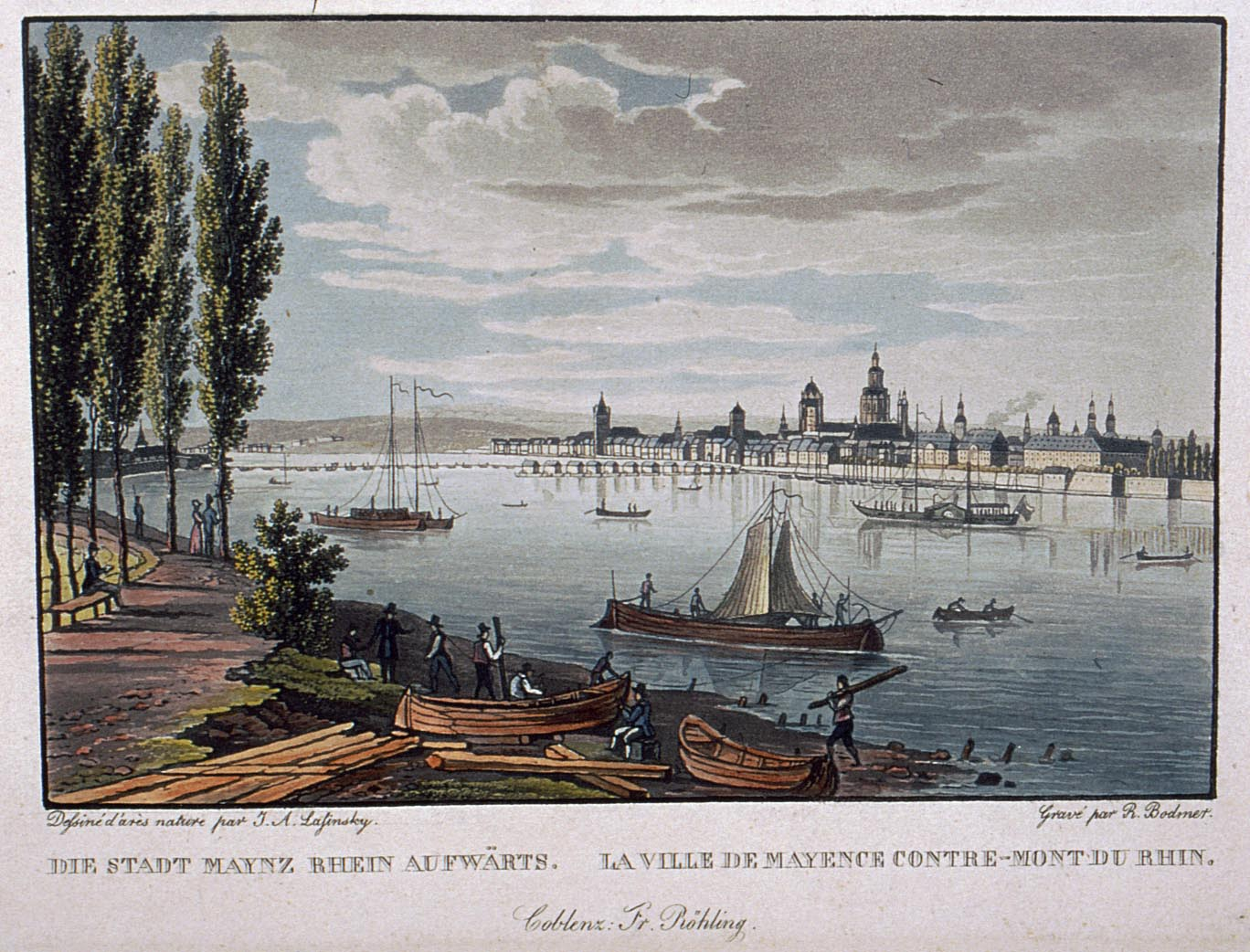
Ansicht Mainz

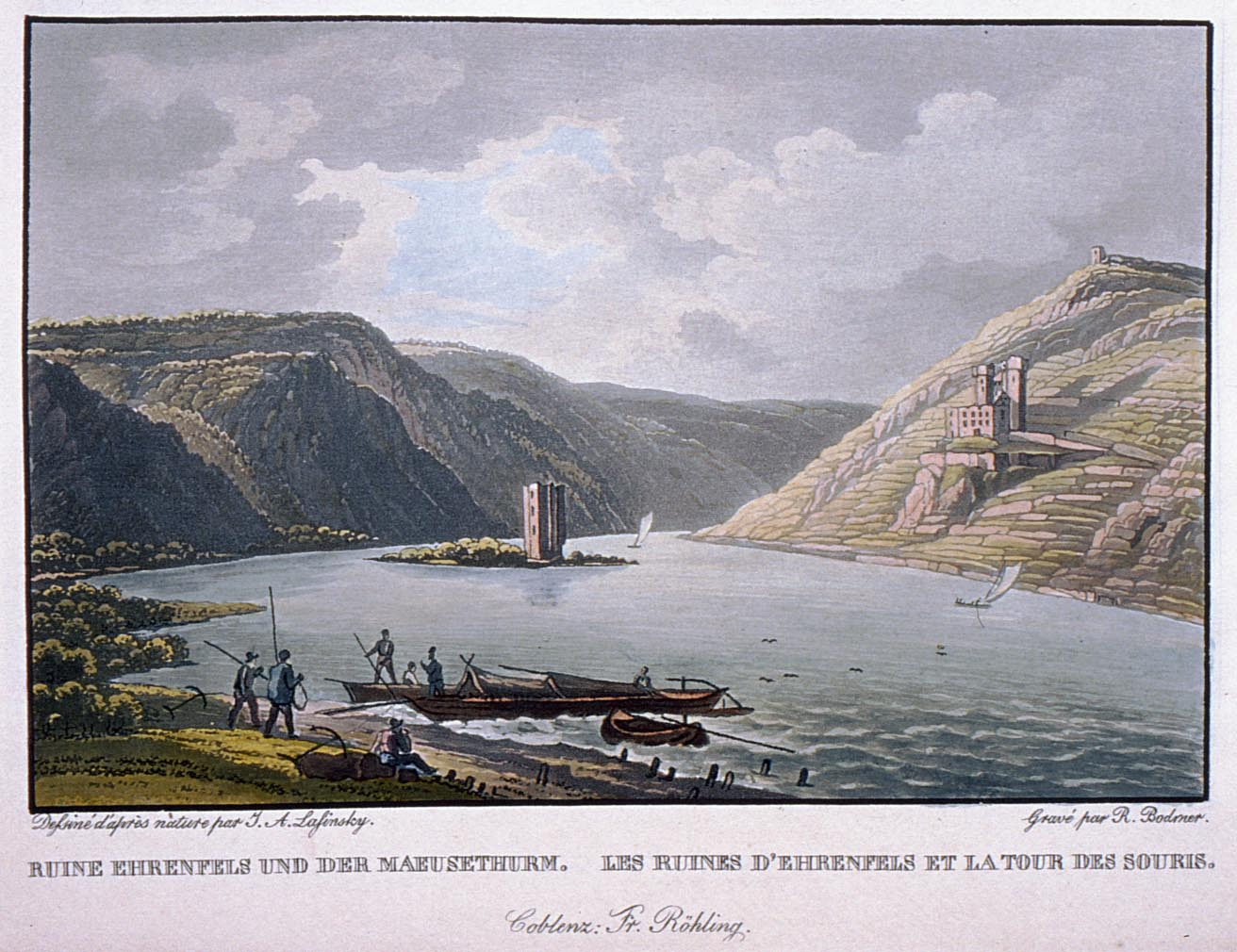
Binger Mäuseturm

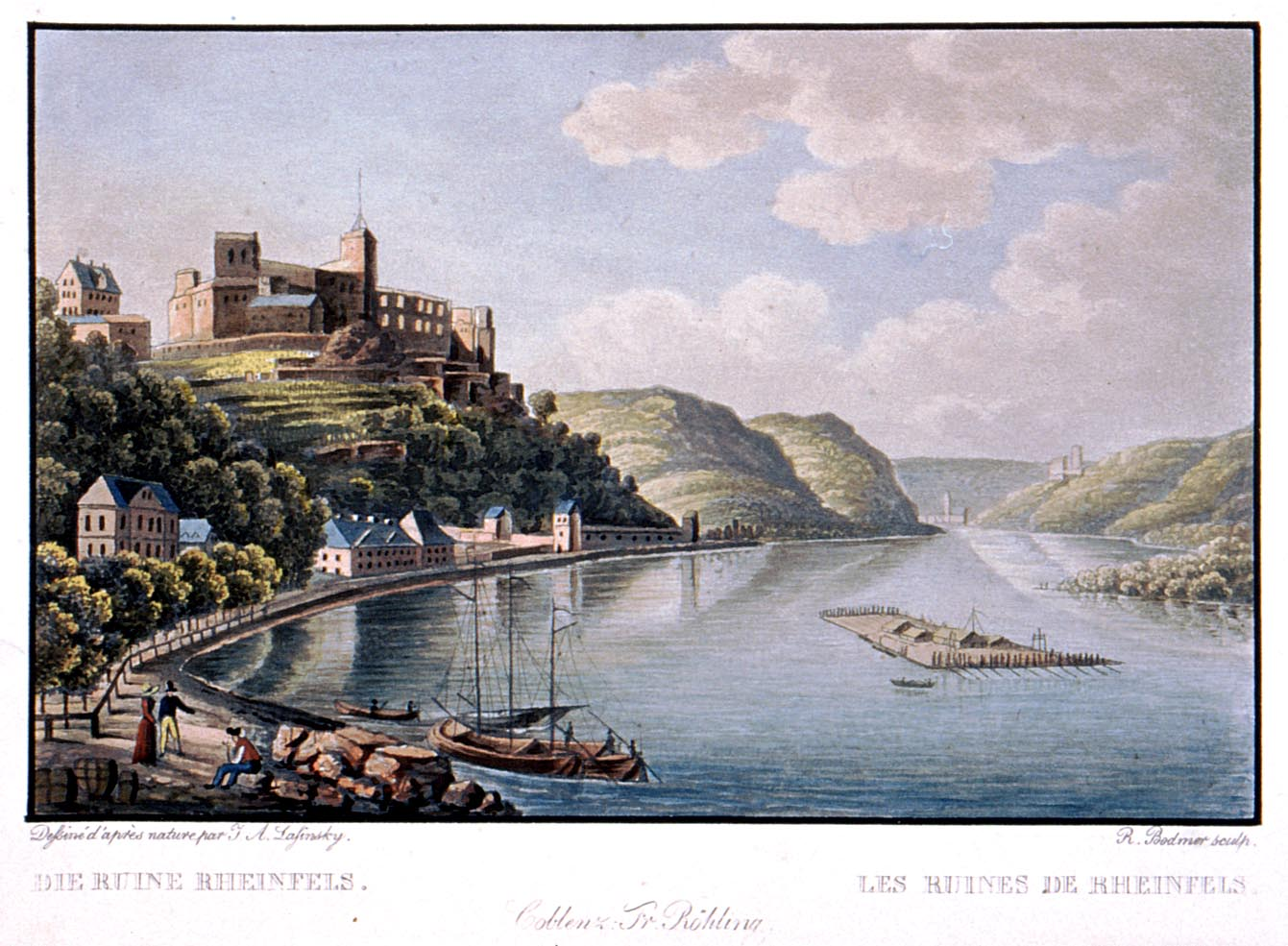
Ruine Rheinfels

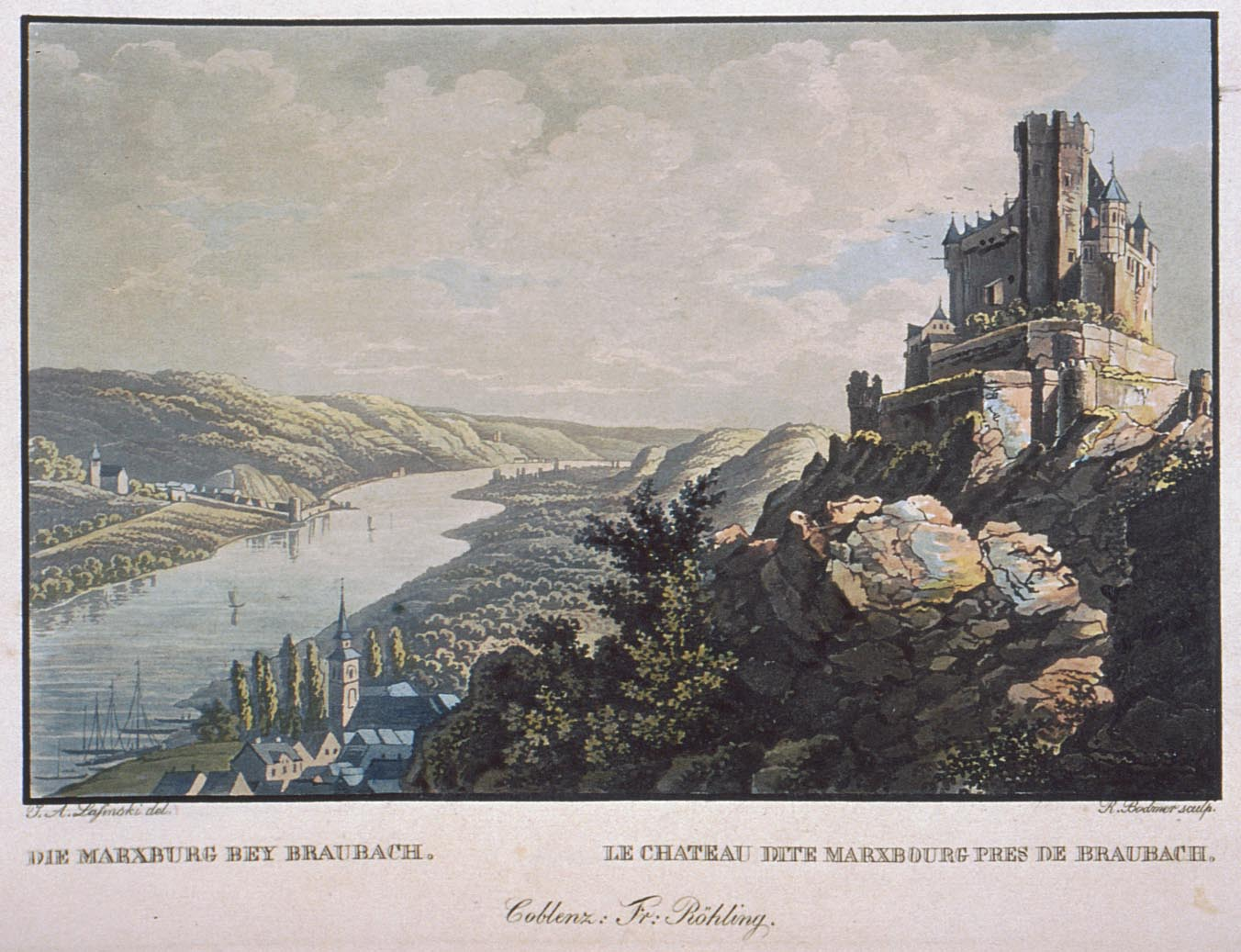
Marksburg

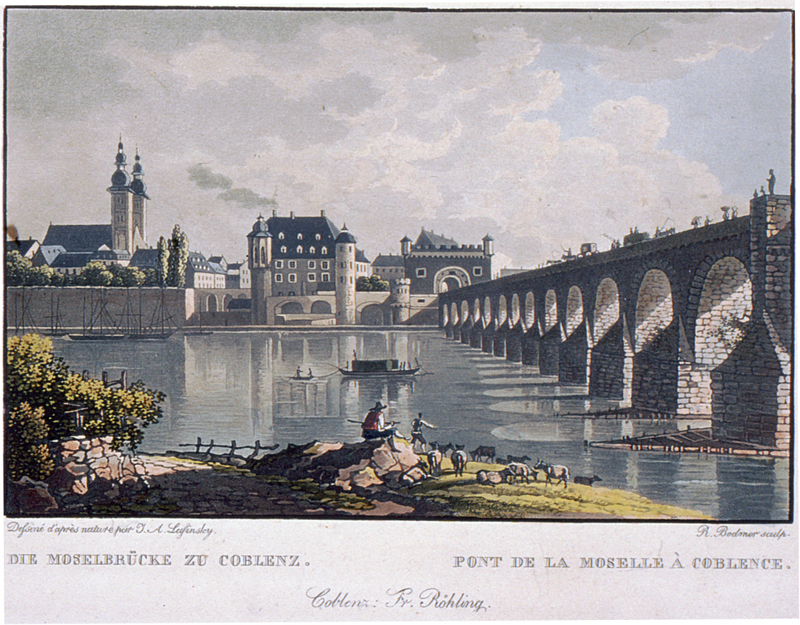
Balduinbrücke Koblenz

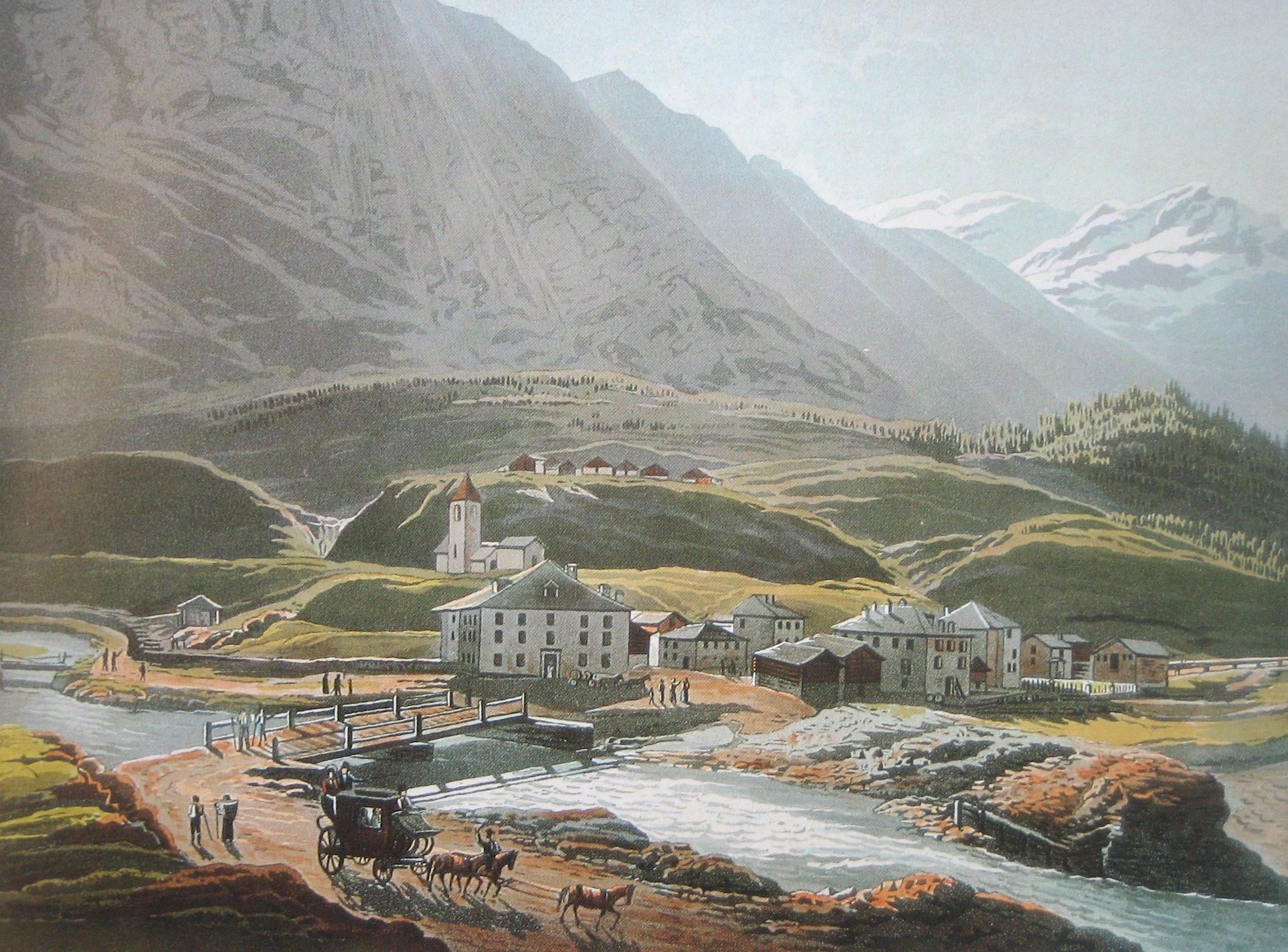
San Bernardino GR

Nach Ausbildung zum Radierer, Lithographen und Kupferstecher durch seinen Onkel Johann Jakob Meier aus Meilen, einem Landschaftsmaler und Kupferstecher, war Bodmer zunächst als Geselle tätig. Später wohnte er in der Nähe der Familie seines Bruders Karl im Zürcher Vorort Riesbach. Um 1825 machten sich die beiden Brüder selbstständig. Angefertigt wurden vor allem druckgraphische Erzeugnisse (Veduten und Vignetten), besonders für den Zürcher Verlag F. S. Füssli. Bodmer arbeitete auch für F. Schmid, J. J. Wetzel und Anton Witthoff.
Zur Umsetzung in verschiedene druckgraphische Techniken (vor allem Aquatinta) beauftragte Karl Bodmer während seiner Reisen seinen Bruder mit der Ausführung. Dadurch entwickelte sich Bodmer zu einem geschätzten Fachmann und Künstler für diese Technik. Für die Koblenzer Verleger Jakob Hölscher, Franz Friedrich Röhling und Karl Baedeker erstellte Bodmer daraufhin nunmehr in grossem Umfang Aquatinten der Lahn, der Mosel und sogenannte „Rhein-Ansichten“, die zeichnerisch zumeist vom Koblenzer Künstlerkollegen Johann Adolf Lasinsky vorgegeben wurden. Dabei handelte es sich in der Regel um die drucktechnische Umsetzung von Landschafts- und Architekturveduten, besonders von Burgansichten und Schlössern des Mittelrheins. Die Drucke wurden – vielfach koloriert – nicht nur einzeln, sondern auch lose in sogenannten Konvoluten (Bündeln) sowie diversen Alben in den Handel gebracht (Rheinreisebücher/Rhein-Alben), verschiedentlich aber ohne erläuternden Text oder sogar ganz ohne Impressum.
Bodmer war überwiegend für andere Auftraggeber tätig. Es ist deshalb kaum möglich, einen vollständigen Überblick über sein Lebenswerk zu gewinnen, zumal er in Buchtiteln vielfach nicht als (Mit-)Verfasser oder Illustrator genannt wird.

## Publikationen (Auswahl)
Im folgenden Abschnitt werden ausschliesslich Publikationen genannt, in denen Rudolf Bodmer (Vorname auch in der Schreibweise „Rudolph“) mit künstlerischen Arbeiten nachgewiesen ist.
Schweiz
- J. J. Meier: Die neuen Straßen durch den Kanton Graubünden. Zürich 1825.
- Die Pantenbrücke im Kanton Glarus (nach Vorlage von Carl Bodmer) 1825.
- F. S. Füssli: Promenade Pittoresque par les lieux les plus intéressants de la Suisse et des pays limitrophes composée de cinquante vues en miniature. Dessinées et cravées par C. Bodmer, S. Corrodi & R. Bodmer. Zürich 1828, 1829, 1831, 1835.
- J. J. Meier: Souvenirs de St. Maurice. Zürich 1835.

Deutschland
- F. Röhling (Hrsg.): Das Rheintal von Rüdesheim bis Bonn. In malerischen Ansichten, besonders der Ritterburgen. Nach der Natur gez. von J. A. Lasinsky. In aqua tinta geätzt von R. Bodmer. F. Röhling. Koblenz 1829.
- Panorama von Coblenz und seiner Umgegend. Aufgenommen von der Pfaffendorfer Höhe von Carl Bodmer, in aqua tinta geätzt von Rudolph Bodmer. Koblenz 1830.
- Album des Rheins. Eine Sammlung der interessantesten Ansichten zwischen Köln, Koblenz und Mainz. Koblenz, Karl Baedecker (o. J.)
- Malerische Ansichten der Mosel von Trier bis Coblenz. Nach der Natur gezeichnet von C. Bodmer. In acqua tinta geätzt von R. Bodmer. 24 Blätter. Jakob Hölscher, Koblenz 1831.
- Jakob Hölscher (Hrsg.): Das Moselthal von Trier bis Coblenz. In malerischen Ansichten, nach der Natur gezeichnet von C. Bodmer, in acqua tinta geätzt von R. Bodmer. 30 Blätter. Koblenz 1831–1833
- J. A. Lasinsky: Panorama von Trier. Koblenz 1833.
- Jakob Hölscher (Hrsg.): Malerische Ansicht von Nassau und Lahnstein. Gezeichnet von Carl Bodmer und gestochen von Rudolph Bodmer. Koblenz 1833.
- Jakob Hölscher (Hrsg.): Malerische Ansichten der Mosel in 30 Blättern, gezeichnet von Carl Bodmer und gestochen von Rudolph Bodmer, Hegy und anderen. Koblenz (o. J.)
- Jakob Hölscher (Hrsg.): Panorama von Trier und dessen Umgebungen, nach der Natur gezeichnet von Carl Bodmer, in Aquatinta von Rudolph Bodmer, coloriert oder in Gouache gemalt, 50 × 10 1/2 Zoll. Koblenz 1833/34.
- F. C. Eisen (Hrsg.): Rhein-Ansichten nach der Natur gezeichnet von Carl Bodmer, Hegi u. a. in vierzehn Blättern in drei Ausfertigungen. Köln (o. J.)
- Jakob Hölscher (Hrsg.): Malerische Ansichten des Rheines und der Lahn. Nach der Natur aufgenommen von Carl Bodmer, gestochen von den vorzüglichsten Künstlern Frankreichs und der Schweiz (R. Bodmer, Ruef, Salathé, Himely, Martin u. a.). Koblenz 1836/37.
- F. C. Eisen (Hrsg.): Sechs Ansichten vom Rhein, nach der Natur von Karl Bodmer, gestochen von Rudolf Bodmer. Köln 1837.
- Karl Baedeker (Hrsg.): Das Rheintal von Mainz bis Köln. In malerischen Ansichten, besonders der Ritterburgen. Nach der Natur gezeichnet von J. A. Lasinsky u. A., gestochen von R. Bodmer u. A. 45 Blätter. K. Baedeker. Koblenz 1839
- Jakob Hölscher (Hrsg.): Koblenz und seine Umgebungen in acht treu nach der Natur aufgenommenen Blättern von Carl Bodmer und Siegmund. In Aquatinta gestochen von Rudolph Bodmer, Martens und Vogel. Koblenz (o. J.)
- Jakob Hölscher (Hrsg.): Malerische Ansichten von Coblenz und dessen Umgebungen. In acht treu nach der Natur aufgenommenen Blättern von Carl Bodmer und Siegmund, in aquatinta gestochen von Rudolph Bodmer, Martres und Vogler. Koblenz 1839
- Rhein-Ansichten [Das Rheintal von Mainz bis Köln]. Mit den Zeichnern J. A. Lasinsky, G. Müller, J. J. Siegmund und den Stechern R. Bodmer, C. Dikenman, F. Hegi, H. Siegfried und J. Sperli, 45 Blatt. [Koblenz, o. Hrsg. o. V. o. O., o. J. um 1840]
- Rudolf Bodmer: Gesamtbild Triers von Südosten. (9 × 14,8 cm). Trier 1841.
- Jakob Hölscher (Hrsg.): Die Mosel und ihre nächsten Umgebungen von Metz bis Coblenz (Texte von Otto von Czarnowsky). Koblenz 1841.
- Willy Leson (Hrsg.): Romantische Reise durch das Moseltal. Von Koblenz bis Trier. Mit Graphiken von Carl Bodmer und Texten von Johann August Klein und Christian von Stramberg. [Mit den Stechern Rudolf Bodmer, F. Hegi, G. L. v. Kress, Martens und Ruff] Köln 1978, ISBN 978-3-7616-0422-9.